# آب‌انبار حاج یوسف
آب‌انبار حاج یوسف مربوط به دوره قاجار است و در یزد، محدوده خیابان قیام سید گلسرخ واقع شده و این اثر در تاریخ ۲ آبان ۱۳۷۸ با شمارهٔ ثبت ۲۴۳۳ به‌عنوان یکی از آثار ملی ایران به ثبت رسیده است.